# 門塔斯塔萊克 (阿拉斯加州)
門塔斯塔萊克（英語：Mendeltna Lake）是位於美國阿拉斯加州瓦爾迪茲-科爾多瓦人口普查區的一個人口普查指定地區。根據2010年美國人口普查，該地共人口112人，而該地的面積約為790.10平方千米。

## 地理
門塔斯塔萊克的座標為62°55′26″N 143°32′00″W / 62.92389°N 143.53333°W，而該地的平均海拔高度為678米（即2224英尺）。